# マサラ駅
マサラ駅 (フィンランド語: Masalan rautatieasema, スウェーデン語: Masaby järnvägsstation) はフィンランド、キルッコヌンミ、マサラ地区にあるヘルシンキ近郊列車 の駅。  カウクラーティ駅と ヨルヴァス駅に挟まれている。 駅を通る路線はヘルシンキ近郊列車のY、U、L系統である。キルッコヌンミ駅とシウント駅へ向かう西行の列車は1番線を使い、ヘルシンキ中央駅へ向かう東行の列車は2番線を使う。
駅は2005年に大きく改築された。 1963年に作られた古い駅舎は2011年1月14日に火事で破壊された。
マサラ駅には高床プラットフォームと 発車標がある。 駅には放送装置もついている。駅には140台の自転車 が止められる無料の駐輪場があり、 80台の 車 が止められる無料の駐車場がある。駅の近くにはタクシー乗り場 と バス停 がある。

## 運行路線
- Y系統 (ヘルシンキ中央駅–シウンティオ–ヘルシンキ中央駅)
- U系統 (ヘルシンキ中央駅–キルッコヌンミ–ヘルシンキ中央駅)
- L系統 (ヘルシンキ中央駅–キルッコヌンミ–ヘルシンキ中央駅, 夜間運行)